# Polyhydroxyalkanoáty
Polyhydroxyalkanoáty (PHA) jsou polyestery organických hydroxykyselin akumulované ve formě intracelulárních granulí celou řadou prokaryotických mikroorganismů. Různé typy polyhydroxyalkanoátů slouží mikroorganismům jako zásobní polymer, z něhož čerpají energii a stavební jednotky v případě nedostatku. Polyhydroxyalkanoáty zároveň navyšují robustnost mikrobiálních buněk vůči řadě stresových faktorů. Mohou být tvořeny více než 150 typy monomerů, které mohou být dále kombinovány v široké škále kopolymerů. Díky tomu tvoří PHA materiály s odlišnými vlastnostmi. Principiálně odlišujeme dva základní typy polyhydroxyalkanoátů tzv. scl- (short chain lenght) s délkou monomerní jednotky do 5 atomů uhlíku a mcl- (medium chain lenght) s délkou monomeru v rozmezí 6–14 atomů uhlíku.

Poly-3-hydroxybutyrát

PHA jsou přírodní polymery. Přestože je možné je připravit také synteticky, vyrábí se biotechnologickou cestou. Často bývají označované jako bioplasty. Polyhydroxyalkanoáty mohou být použity jako termoplasty nebo elastomery s teplotou tání od 40 do 180 °C. Vynikají zejména svou biodegradabilitou a biokompatibilitou.
Materiálové vlastnosti PHA se liší nejen v závislosti na typu monomeru, ale také na fyzikálních vlastnostech jako je molekulová hmotnost a povrchové vlastnosti. Vlastnosti materiálu mohou být vylepšeny přidáním dalších látek za vzniku kompozitu. PHA je možné upravovat tedy chemicky, fyzikálními postupy i použít ve směsi, díky čemuž nachází uplatnění v mnoha oborech.
Typickým zástupcem PHA je P3HB (poly-3-hydrohybutyrát). Dále se běžně používají P3HV (poly-3-hydroxyvalerát), P4HB (poly-4-hydroxybutyrát), P3HHx (poly-3-hydroxyhexanoát) a jejich kopolymery, nejčastěji PHBH (polyhydroxybutyrát-co-hexanoát) a PHBV (polyhydroxybutyrát-co-hydroxyvalerát).

## Biosyntéza
Mnoho mikroorganismů využívá různé typy PHA jako zásobní polymer. Ve chvíli, kdy má bakterie dostatečný zdroj uhlíku, ale chybí jí některé esenciální živiny nutné pro růst a následné dělení, ukládá uhlík ve formě granulí PHA obalených specifickými lipidy a proteiny. PHA v těchto bakteriích může tvořit až 80 % jejich suché hmotnosti.
Různé mikroorganismy využívají pro biosyntézu různých typů PHA různé zdroje uhlíku. Tím vzniká velká variabilita jak v používaných vstupních surovinách, tak ve výsledném materiálu. Dokonce stejný bakteriální kmen může tvořit různé varianty PHA v závislosti na typu suroviny, kterou zpracovává. Může se jednat o polysacharidy ze zemědělské výroby, oleje, ale také methan a další látky. Pokud jsou zdrojem uhlíku tuky a oleje, je syntéza PHA spřažena s β-oxidací mastných kyselin. Při využití glukózy je to glykolýza a dehydrogenace pyruvátu. Pochopení metabolické dráhy syntézy PHA v různých organismech umožňuje výrobu specifických polyhydroxyalkanoátů pomocí výběru vstupního zdroje uhlíku nebo úpravy genetické informace.
Biosyntéza PHA probíhá v bakteriích díky PHA syntázám, což jsou enzymy katalyzující spojování monomerů – hydroxykyselin (poloha hydroxy skupiny je obvykle v poloze 3) aktivovaných koenzymem A. Celkově rozlišujeme čtyři třídy PHA syntáz, které se liší svou substrátovou specifitou, molekulovou hmotností i složením jednotek. Relativně nízká substrátová specifita PHA syntáz umožňuje zabudování více než stovky různých monomerů, což vede ke vzniku celé škály polyhydroxyalkanoátů. Mikroorganismy syntetizující PHA nesou také PHA depolymerázy, tedy enzymy, které dokáží PHA také rozkládat a využívat je jako zdroj energie a uhlíku. Díky velkému rozšíření PHA depolymeráz v genech mikroorganismů jsou polyhydroxyalkanoáty rozložitelné v mnoha prostředích.

## Průmyslová výroba
Při výrobě PHA se využívá průmyslových fermentorů, kde jsou simulované životní podmínky pro bakterie syntetizující PHA. Zdrojem uhlíku jsou různé, zpravidla odpadní, materiály. Ve fermentoru jsou eliminací esenciální živiny (fosforu, dusíku, kyslíku nebo stopových prvků) bakterie donuceny k ukládaní uhlíku ve formě PHA. PHA je poté z bakterií izolován a dále zpracováván s ohledem na různé aplikace.

### Organismy produkující PHA
Bakterie, které využívají PHA jako zásobní látku byly nalezeny v mnoha různých prostředích (sladké toky i slané vody, půda, čistírny odpadních vod) a stejně tak je rozmanité jejich systémové zařazení. S nástupem metagenomiky je možné studovat mikroorganismy využívající PHA v různých ekosystémech bez nutnosti jejich kultivace.
Průmyslová fermentace může probíhat buď za působení jednoho definovaného kmene, který produkuje PHA (ať už se jedná o bakterii získanou z přírodních podmínek, nebo genetický modifikovaný mikroorganismus), nebo za pomoci směsné kultury. Oba postupy mají své výhody i nevýhody. Použití definovaného bakteriálního kmene zajišťuje lepší předvídatelnost systému a výsledný materiál má homogenní vlastnosti. Taková kultivace je ale náročnější z hlediska ochrany čisté kultury před kontaminacemi a specializace na jeden druh vstupní suroviny (zdroje uhlíku). Použití směsné kultury, tedy celé variety mikroorganismů syntetizujících PHA, umožňuje využití širšího spektra vstupních surovin. Takový postup je vhodný zejména při použití proměnlivého a chudšího zdroje uhlíku jako je třeba odpadní voda. Také odpadá nutnost nákladné ochrany před kontaminací. Celý proces by tedy mohl být levnější, ale výsledný materiál pravděpodobně bude směsí polyhydroxyalkanoátů, nikoliv čistá látka, a tedy nebude vhodný pro aplikace s vysokou přidanou hodnotou.
Nejčastěji používanou bakterií v biotechnologických procesech je Cupravidus necator (dříve Ralstolnia eutropha, Wautersia eutropha a Alcaligenes eutrophus), dále jsou často využívány kmeny druhů Bacillus a Pseudomonas.
Na vzestupu jsou také geneticky modifikované rostliny, do kterých byly přeneseny bakteriální geny pro produkci PHA. Takové rostliny mohou využívat svých přirozených zdrojů, tedy CO2 a minerálních látek z půdy, a syntetizovat PHA ve svých pletivech. Podobně mohou být využity také sinice.

### Zdroje uhlíku – vstupní surovina
Zdroje uhlíku pro organismy vytvářející PHA jsou tak různorodé jako organismy samy. Ideální vstupní surovina pro fermentaci je taková, která:
- nemůže být potravinou nebo potravou pro zvířata ani s nimi nesoutěží o zdroje,
- její produkce není sezónní,
- má stabilní složení,
- je vhodná pro výrobu polymeru, který je žádaný,
- je odpadním materiálem. Její využití je tedy procesem upcyklace. Pro zachování výše zmíněných kritérií je nejvýhodnější průmyslový odpad.[11]

Klíčovou charakteristikou je také cena vstupní suroviny. Pro výrobu PHA tak může sloužit melasa, siláž, odpadní oleje, vedlejší produkty výroby biopaliv, celulóza a lignocelulóza, syrovátka a odpady vznikající při výrobě mléčných produktů a potravin vůbec, odpadní voda z různých průmyslových procesů i domácností, methan a další suroviny bohaté na uhlík.

### Izolace a zpracování PHA
Izolace a další zpracování PHA jsou hlavními procesy, které určují náklady na výrobu a ovlivňují vlastnosti výsledného materiálu. Vhodnost metody závisí na podílu PHA v biomase, na konkrétním typu PHA a na vlastnostech samotného (mikro)organismu. Mezi ne zcela ekologické metody izolace PHA patří extrakce halogenovanými rozpouštědly nebo pomocí chlornanů. Lepší variantou je použití „zelených“ rozpouštědel nebo surfaktantů. Izolace je možná také pomocí enzymů i dalších procesů, které nezatěžují životní prostředí. Dokonce lze využít červů Tenebrio molitor, kteří stráví bakteriální biomasu, zatímco granule PHA zůstanou neporušené. Jedná se sice o maximálně ekologický postup, ale nevhodný pro průmyslovou výrobu.
PHA jsou (v závislosti na svých konkrétních vlastnostech) zpracovatelné klasickými metodami jako je vstřikování nebo lisování. PHA jsou vhodné také pro 3D tisk a další aplikace podobně jako syntetický plast.

### Výrobci
P3HB (poly-3-hydroxybutyrát) byl poprvé objeven v roce 1926 v bakterii Bacillus megaterium. Teprve až v šedesátých letech se věda zaměřila také na další PHA produkované bakteriemi, byly jimi P3HV (poly-3-hydroxyvalerát) a P3HHx (poly-3-hydroxyhexanoát). Jako první se průmyslově začal vyrábět v 80. letech 20. století PHBV (poly(3-hydroxybutyrát-co-3-hydroxyvalerát)) pod značkou Biopol, za kterou stála firma Monsanto, dokud značku neprodala firmě Metabolix. Do roku 2006 bylo známo již cca 150 různých PHA. Komerční produkce zlevnila tyto materiály a ty začaly být ve velkém testovány pro různá použití s velkým potenciálem v medicíně.
V současné době se výrobě PHA věnuje řada velkých i malých firem. Jsou to především Bluepha (Čína), Cheil-Jedang (Jižní Korea), Danimer Scientific (USA), Full Cycle Bioplastics (USA), Kaneka (Japonsko), Newlight Technologies (USA), RWDC-Industries (USA/Singapur) a Tianan Biologic Material (China). Mnoho dalších firem vyvíjí nové technologie výroby PHA. Jsou mezi nimi také Veolia, Micromidas a Mango Materials, Minerv PHA Bioplastics a řada dalších.
V České republice se vývoji technologie a výrobě PHA věnuje Nafigate Corporation ve svém projektu Hydal PHA Archivováno 22. 3. 2021 na Wayback Machine.. Základnímu i aplikovanému výzkumu v oblasti PHA se v ČR dlouhodobě věnují pracovníci Fakulty chemické VUT v Brně.

## Vlastnosti materiálu
Polymery PHA se chovají jako termoplasty a mohou být zpracovávány konvenčními nástroji. V závislosti na chemickém složení se liší jejich elasticita a tvárnost. PHA jsou UV stabilní a hydrofilní, tedy odolné vůči vodě. Míra krystalinity se liší v závislosti na chemickém složení. Nejčastěji používaný polyhydroxybutyrát (P3HB) vykazuje vysokou krystalinitu, a je tedy hůře zpracovatelný. S rostoucím podílem valerátu v kopolymeru (PHBV) ale dochází ke zlepšení flexibility a elasticity materiálu.
PHA jsou rozpustné v halogenovaných rozpouštědlech jako jsou chloroform, dichlormethan nebo dichlorethan.
Hlavní předností polyhydroxyalkanoátů je jejich biodegradabilita a biokompatibilita. Biodegradabilita PHB byla prokázána v půdě, vodě, v oceánech, za aerobních i anaerobních podmínek. P3HB je obecně brán jako zcela netoxický, ať už polymer, tak produkty jeho degradace. Monomerní jednotka – 3-hydroxybutyrát je přirozeným metabolitem živých organismů i lidského těla. P3HB se neakumuluje v životním prostředí a je degradovatelný i uvnitř organismů, včetně člověka.
Vlastnosti různých PHA, rychlost degradace a míra toxicity samozřejmě také záleží na konkrétním chemickém složení.

## Použití
Díky svým vlastnostem nachází PHA široké uplatnění v mnoha oborech. Produkce PHA dobře zapadá do principů cirkulární a zelené ekonomiky. Produkce biodegradabilních polymerů bez použití fosilních zdrojů je potenciální konkurencí pro tradiční plasty. Největším segmentem využití PHA jsou tedy v současné době jednorázové výrobky jako jsou sáčky a obaly. Právě produkty z PHA by mohly v budoucnosti nahradit jednorázové plastové výrobky. Náklady na výrobu PHA jsou ale stále příliš vysoké v porovnání se syntetickými plasty. To pohání vývoj nových výrobních technologií, které zlevní výrobu PHA, ale také hledání nových aplikací v oborech, kde lze využít specifických vlastností PHA, kterými se od klasických plastů liší. Jsou to zejména biodegradabilita a biokompatibilita.
- Zemědělství: PHA jsou vhodné pro výrobu mulčovacích fólií, které jsou biodegradabilní, a tak nedochází k zanášení půdy plasty a mikroplasty. PHA jsou obecně dobrým nosičem pro aktivní látky v mnoha oblastech využití. PHA v nových formulacích pesticidů by pomohlo zvýšit efektivitu a bezpečnost používaných agrochemikálií. Své využití může najít také jako ochranný film semen.
- Medicína: Biodegradabilita a biokompatibilita jsou vlastnosti využitelné v biomedicíně. PHB je studován jako nosič aktivních látek léčiv[24], je ale také vhodnou matricí pro rostoucí tkáně v oboru tkáňového inženýrství[25] .To přináší možnost využití PHB při hojení ran a v různých implantátech. PHB zabraňuje tvorbě biofilmů patogenních bakterií, a je tak vhodnou povrchovou úpravou kloubních implantátů. PHB se již používá v medicíně pro rozložitelné stehy.[26]
- Kosmetika: PHA v kosmetice zejména nahrazují mikroplasty, které jsou velkým úskalím kosmetických přípravků. PHA mohou sloužit jako abrazivní částice nebo zahušťovat formulaci. Lze využít také dalších vlastností zjištěných v biomedicínském výzkumu jako je třeba schopnost nést aktivní látky.
- Akvakultura: PHA se používají také v akvakulturách, kde upravují obsah patogenních mikroorganismů, a snižují tak spotřebu antibiotik.[27]
- Textilní průmysl: PHA jsou vhodné také pro tvorbu vláken a textilu. Očekává se rozvoj textilních materiálů z biodegradabilních materiálů.